# Pirna (stacja kolejowa)
Pirna (niem.: Bahnhof Pirna) – stacja kolejowa w Pirna, w kraju związkowym Saksonia, w Niemczech. Stacja jest częścią sieci S-Bahn w Dreźnie i punkt wyjścia dla kolei regionalnej.
Według klasyfikacji Deutsche Bahn posiada kategorię 4.

## Połączenia
| Linia | Przebieg | Takt (min)                     | Przewoźnik         |
| ----- | --- | ------------------------------ | ------------------ |
| S1    | Meißen-Triebischtal – Coswig (b Dresden) – Dresden-Neustadt – Dresden Mitte – Dresden Hbf – Heidenau – Pirna – Bad Schandau – Schöna | 30                             | DB Regio           |
| S2    | Dresden Flughafen – Dresden-Klotzsche – Dresden-Neustadt – Dresden Mitte – Dresden Hbf – Heidenau – Pirna                            | 30 (od Poniedziałku do Piątku) | DB Regio           |
| SB71  | Pirna – Dürrröhrsdorf – Neustadt (Sachs) – Sebnitz (Sachs)                                                                           | 120                            | Städtebahn Sachsen |
| RE20  | Dresden Hbf – Pirna – Bad Schandau – Děčín hl. n. – Ústí nad Labem západ (– Litoměřice město)                                        | –                              | DB Regio           |

## Linie kolejowe
- Linia Děčín – Dresden-Neustadt
- Linia Pirna – Coswig
- Linia Kamenz – Pirna
- Linia Pirna – Gottleuba – linia nieczynna
- Linia Pirna – Großcotta – linia nieczynna